# Silvianthus bracteatus
Silvianthus bracteatus är en tvåhjärtbladig växtart som beskrevs av Joseph Dalton Hooker. Silvianthus bracteatus ingår i släktet Silvianthus och familjen Carlemanniaceae. Inga underarter finns listade i Catalogue of Life.